# May Louise Flodin
May Louise Flodin (* 14. Februar 1930; † 4. Februar 2011) stammte aus Schweden und war die Miss World 1952.
Die Schwedin May Flodin war 1952 die Gewinnerin des zum zweiten Mal ausgetragenen Schönheitswettbewerbs der Miss World. Sie löste ihre Landsfrau Kiki Håkansson in London als Titelträgerin ab. Damit gingen die ersten beiden Miss-World-Konkurrenzen nach Schweden. Flodin wurde 1953 von der Französin Denise Perrier als Miss World abgelöst.
May-Louise löste unfreiwillig, insbesondere in den USA, einen kleinen Skandal aus, als sie 1956 im Werbeprospekt für den Saab 93 ohne Trauring am Finger zusammen mit einem Mann abgebildet war. Die beiden warben dafür, dass es möglich war im Auto zu übernachten und waren mit Nachthemd bzw. Pyjama bekleidet.
| Vorgängerin    | Amt             | Nachfolgerin   |
| -------------- | --------------- | -------------- |
| Kiki Håkansson | Miss World 1952 | Denise Perrier |